# サクガン
『サクガン』は、サテライト制作による日本のテレビアニメ作品。2021年10月から12月までTOKYO MXほかにて放送された。

## 沿革
本作は、文化放送・DeNA・創通・毎日放送の共同企画によるオリジナルアニメ制作プロジェクト「Project ANIMA」の第1弾「SF・ロボットアニメ部門」にて準大賞を受賞した戌井猫太郎のSF小説『削岩ラビリンスマーカー』（さくがんラビリンスマーカー）を原案とする。タイトルは『Sacks&Guns!!』（サクガン!!）を経て、『サクガン』に決定した。
放送に先立ち、主人公のメメンプー役の声優を選ぶ公開オーディションが行われた。2019年8月4日に応募受付が始まり、同プロジェクトのアンバサダーには緑川光と、同プロジェクトによる文化放送のラジオ番組『真夜中のラジオ文芸部』でパーソナリティを担当する豊永利行が特別審査員に就任した。約300名のプロ声優および約1,100名の一般応募者の計約1,400名が参加し、1次審査を通過した20名の中から一般ユーザーによるWeb投票でファイナリスト7名を選出。同年12月9日に文化放送メディアプラスホールにて最終審査会を開催した。セリフ審査および同作品でリンダ役を担当する津田美波との掛け合いにより審査が行われ、当時現役大学生であった小畑かのん（その後、天希かのんに改名）がメメンプー役に決定した。

## ストーリー
岩盤に隔てられた「コロニー」では人類が暮らす遠い未来。その外には「ラビリンス」と呼ばれる危険な未開地帯があり、そこを開拓しようとする者たちは「マーカー」と呼ばれていた。マーカーを目指す少女・メメンプーと、その父で元マーカーのガガンバーはラビリンスに挑もうとしていた。

## 登場人物
メメンプー
声 - 天希かのん
本作の主人公。家を出た母親を探そうと、洞窟探査員でラビリンス内部を地図化するマーカーを目指し旅をしたいことをガガンバーに頼む。
ガガンバー
声 - 東地宏樹
メメンプーの父。元凄腕のマーカーであったが、現在はワークボットを使う肉体労働者である「ワーカー」の仕事をしている。女好き・酒好き・ギャンブル好きといった典型的なダメ親父であり、そのせいで妻にも逃げられ現在はシングルファーザーとしてメメンプーを育てている。当初はメメンプーがマーカーになろうとするのを反対していたものの、とあるきっかけにより共にマーカーとして旅立つことを決意する。怪獣の生態にも詳しい。
ザクレットゥ
声 - 花澤香菜
女性マーカー。バイクや銃の知識が豊富でフィジカルも強く運動能力も高い。また手を出してはいけないものに手を出したという理由で賞金首となっている。コロニー「ジョリージョリー」のバーでガガンバーに接触するがそれ以前から彼ら親子の会話を盗聴をしていた。また金に汚くマフィアに捕まったガガンバーに高額の金を請求してた。
実はガガンバーの元相棒であるルーファスの妹であり、ガガンバーとルーファスがコンビを組んでいた頃はザックと呼ばれていた。当時は少年のような姿をしておりガガンバー自身も彼女がルーファスの妹であると気付いていなかった。ガガンバーの居場所を突き止める為に中央へのハッキング依頼をユーリにしており、後にガガンバーにも自分がルーファスの妹であることも含めて知られることになる。
そこまでしてガガンバーに接触したのは、兄が死んだ時のことを聞くためであり、メメンプーを人質に取る形で彼に真実を聞き出そうとする。ガガンバーが語る真実を信じられず慟哭を抑えられきれなくなり激情のままに彼を撃つものの、最終的に落下しようとしたメメンプーをガガンバーが封じていた「疾風」を使ったことを見たことや二人が仲直りしたことによりこれ以上の追及はやめ、その後はチームから一人去ろうとするがメメンプーに引き留められ改めてチームの一員となった。
ユーリ
声 - 豊永利行
不良少年少女集団・ユーリ団のリーダー。勉強は苦手だが、ハッキングの腕は超一流。
リンダ
声 - 津田美波
マーカーの少女。ピンイン出身。メメンプーとは幼馴染に当たる。10代でありながら父が率いている「ウォルシュ団」の一員でもあり、ラビリンスを巡るためにマークボットに搭乗する。
ピンインに降ってきたカイジュウにより父親と共に死亡し、彼女の遺品の一部はメメンプーが所持している。
メローロ
声 - 細谷佳正
管制局で職員を務める男性。広範な知識を持ち合わせており、紅茶の淹れ方から動植物の生態までにそれが見られる。ガガンバーからは警戒されており、「ニヤケイケメン野郎」と呼ばれている。雌鳥を「彼女」と三人称で語るなど丁寧が度を越していることもある。
ボス
声 - 小山剛志
各コロニーにおいて、中央に位置付ける菅制タワーを襲撃しようとする「シビト」と呼ばれる謎の武装集団のリーダー。顔には不気味な仮面をつけ、古株のマーカーたちからは畏怖されている。
ムゥロ
声 - 和多田美咲
「シビト」の少女。ボスと共に行動しており、華奢な外見であるが、巨大なナイフのような大剣を易々と振るう。

## 登場メカ

### マークボット
ビッグトニー
デスハート

## スタッフ
- 原案 - 戌井猫太郎『削岩ラビリンスマーカー』[14]
- 原作 - コロニー大会議[15]
- 監督・シリーズ構成 - 和田純一[14]
- 助監督 - 三塩天平[15]
- シナリオ協力 - 芝村裕吏[16]
- キャラクター原案 - 岩原裕二[14]
- アニメーションキャラクターデザイン - 望月俊平
- コンセプトデザイン - 幸田和磨[14]
- カイジュウコンセプトデザイン - 河森正治[14]
- カイジュウ・メカニックデザイン - 大河広行[15]
- メカニックデザイン - ブリュネ・スタニスラス[14]
- プロップデザイン - 石本剛啓、森岡賢一[15]、宮西多麻子（第11話）
- 美術設定 - 坂本竜[15]
- 美術監督 - 大西穣[15]
- 色彩設計 - 長谷川美穂[15]
- 撮影監督 - 志村豪[15]
- 編集 - 松本秀治[15]
- 3DCGディレクター - 後藤浩幸[15]
- 2Dワークス - 中村倫子[15]
- 音響監督 - 木村絵理子[14]
- 音響制作 - 東北新社[14]
- 音楽 - 加藤達也[15]
- 音楽プロデューサー - 川島麻衣
- 音楽制作 - ランティス[15]
- プロデューサー - 舟橋貴之、井手響太、畑秀明、原田真史、小出慎太郎、竹山茂人、有田真代、曹聡、太田慎也、堀越大、渡部要一郎
- アニメーションプロデューサー - 高野健一
- アニメーション制作 - サテライト[14]
- 製作 - 「サクガン」製作委員会（創通、サテライト、BANDAI SPIRITS、アスミック・エース、サミー、VAP、文化放送、バンダイ、バンダイナムコアーツ、Fosun Entertainment Japan、NetEase Games、DeNA）

## 主題歌
「恍惚ラビリンス」
遠藤正明によるオープニングテーマ。作詞は遠藤正明、作曲・編曲はCarlos K.、Keisuke Koyama、DAICHI、Konnie Aoki。
「Shine」
MindaRynによるエンディングテーマ。作詞・作曲はSpecialThanksのMisaki、編曲は小山寿。
「Because of you」
MindaRynによる挿入歌。作詞はZinee、作曲・編曲は加藤達也。
「Answer」
シーナ（早見沙織）による挿入歌。作詞はZinee、作曲・編曲は加藤達也。

## 各話リスト
| 話数 | サブタイトル         | 脚本       | 絵コンテ                   | 演出                                                  | 作画監督 | 総作画監督      | 初放送日       |
| ---- | -------------------- | ---------- | -------------------------- | ----------------------------------------------------- | --- | --------------- | -------------- |
| ep01 | FATHERS & DAUGHTERS  | 和田純一   | 和田純一                   | 三塩天平                                              | 長坂寛治 浜津武広 槙田路子 宮西多麻子                                                                           | 望月俊平        | 2021年 10月7日 |
| ep02 | GOOD DAY, GOOD BYE   | 永井真吾   | 大河広行 佐藤英一 和田純一 | 江副仁美                                              | 稲熊一晃 大河内忍 小橋陽介 武内啓 長坂寛治 林奈美                                                               | 出野喜則        | 10月14日       |
| ep03 | BRAINS & HEARTS      | 望月真里子 | 佐藤英一                   | 佐藤英一                                              | 山﨑輝彦 池添優子 乘冨梓 jumondou seoul 林奈美                                                                  | 浜津武広        | 10月21日       |
| ep04 | LADIES & GENTLEMEN   | 永井真吾   | 池下博紀 和田純一          | 大木比呂                                              | 大木比呂 吉田隆也 重松しんいち 中尾彩香 大島貞生                                                                | 望月俊平        | 10月28日       |
| ep05 | NO WORK, NO LIFE     | 根元歳三   | 大久保朋 和田純一 中村学   | 大久保朋                                              | 武内啓 長坂寛治 林奈美 槙田路子 宮西多麻子                                                                      | 出野喜則        | 11月4日        |
| ep06 | JUSTICE FOR VILLAINS | 望月真里子 | 三塩天平                   | 三塩天平                                              | 稲熊一晃 大河内忍 加藤弘将 黒川あゆみ 小橋陽介 出野喜則 長坂寛治 林奈美                                         | 浜津武広        | 11月11日       |
| ep07 | ON THE ROAD          | 永井真吾   | 佐藤英一                   | 江副仁美                                              | 寿門堂 Jumondou Seoul 小橋陽介                                                                                  | 長坂寛治 林奈美 | 11月18日       |
| ep08 | MEMORIES & REGRETS   | 永井真吾   | 佐藤英一                   | 美甘義人                                              | 槙田路子 宮西多麻子 武内啓 加藤弘将 稲熊一晃 浜津武広 小橋陽介 長坂寛治 出野喜則 大河内忍 林奈美                | 望月俊平        | 11月25日       |
| ep09 | END OF VACATION      | 根元歳三   | 相澤伽月                   | 岡村正弘 大木比呂 清水一伸                            | 重松しんいち 久保奈都美 本谷愛 檜垣彰子 吉田功介 稲熊一晃 大河内忍 黒川あゆみ 長坂寛治 浜津武広 林奈美 望月俊平 | 出野喜則        | 12月2日        |
| ep10 | OH MY TONNY!         | 望月真里子 | 相澤伽月                   | 北川正人                                              | 寿門堂 サテライト 黒川あゆみ 小橋陽介 長坂寛治 林奈美                                                           | 長坂寛治        | 12月9日        |
| ep11 | SOUND OF DREAM       | 望月真里子 | 池下博紀 相澤伽月          | 岡村正弘 清水一伸 永野孝明 池下博紀 西野武志 大木比呂 | 石之博和 檜垣彰子 久保奈都美 竹澤清貴 吉田肇 吉田隆也 吉田功介 大木比呂 RadPlus                                 | 出野喜則        | 12月16日       |
| ep12 | TO BE CONTINUED      | 永井真吾   | 和田純一                   | 三塩天平 和田純一                                     | 稲熊一晃 大河内忍 黒川あゆみ 小橋陽介 出野喜則 長坂寛治 浜津武広 林奈美 槙田路子 宮西多麻子                     | 望月俊平        | 12月23日       |

## 放送局
| 放送期間                  | 放送時間                     | 放送局   | 対象地域   | 備考                                 |
| ------------------------- | ---------------------------- | -------- | ---------- | ------------------------------------ |
| 2021年10月7日 - 12月23日  | 木曜 23:30 - 金曜 0:00       | TOKYO MX | 東京都     |                                      |
|                           |                              | BS11     | 日本全域   | BS放送 / 『ANIME+』枠                |
|                           |                              | AT-X     | 日本全域   | CS放送 / 字幕放送 / リピート放送あり |
| 2021年10月10日 - 12月26日 | 日曜 3:08 - 3:38（土曜深夜） | 毎日放送 | 近畿広域圏 | 『アニメシャワー』第3部              |

| 配信開始日             | 配信時間               | 配信サイト |
| ---------------------- | ---------------------- | --- |
| 2021年10月7日          | 木曜 23:30 更新        | dアニメストア バンダイチャンネル Hulu |
| 2021年10月10日         | 日曜 23:30 更新        | ニコニコチャンネル |
|                        | 日曜 23:30 - 月曜 0:00 | ニコニコ生放送 |
| 2021年10月10日以降順次 | 不明                   | ABEMA Amazon Prime Video アニメ放題 アニメカ auスマートパスプレミアム DMM.com dTV ふらっと動画 FOD Google Play GYAO! GYAO!ストア HAPPY!動画 ひかりTV J:COMオンデマンド メガパック マンガUP! MBS動画イズム milplus ムービーフルplus music.jp Paravi Rakuten TV TELASA TSUTAYA TV TVer U-NEXT ビデオマーケット |

## BD
| 巻 | 発売日        | 収録話         | 規格品番   |
| -- | ------------- | -------------- | ---------- |
| 上 | 2022年1月12日 | 第1話 - 第6話  | VPXY-71879 |
| 下 | 2022年2月9日  | 第7話 - 第12話 | VPXY-71880 |

## 小説
アニメ放送に先駆け、『削岩ラビリンスマーカー』がエブリスタにて2018年7月1日から配信。第一部、第二部／沈むカラス、短編／踊るイヌ、第三部／オオカミを2023年1月4日にかけて連載した。

## 漫画
2021年8月13日から2022年8月25日まで『マンガUP!』（スクウェア・エニックス）にて配信。
- 漫画:左藤圭右・原作:「サクガン」製作委員会・キャラクター原案:岩原裕二 『サクガン』 スクウェア・エニックス〈ガンガンコミックスUP!〉、全2巻
  1. 2021年10月7日発売[26]、ISBN 978-4-7575-7516-5
  2. 2022年9月7日発売[27]、ISBN 978-4-7575-8115-9

## Webラジオ
2021年3月30日から2022年3月22日にかけて、このアニメの公式ラジオとして、『サクガン ラジオラビリンス』が超!A&G+にて、火曜19時 - 19時30分に配信。パーソナリティは天希かのん（主人公・メメンプー役）、東地宏樹（メメンプーの父・ガガンバー役）、豊永利行（ユーリ役）が務める。放送後の翌日にProject ANIMA チャンネルでアーカイブ配信。